# Masisi (Demokratische Republik Kongo)
Masisi ist die Hauptstadt des gleichnamigen Territoriums Masisi, das sich in der Provinz Nord-Kivu im Osten der Demokratischen Republik Kongo befindet.

## Geographie
Die Stadt befindet sich etwa 80 Kilometer nordwestlich der am Kiwusee gelegenen Provinzhauptstadt Goma. Sie liegt auf etwa 1560 m Höhe in den Masisi-Bergen.

## Geschichte
Am 4. Januar 2025 wurde die Stadt von der Rebellengruppierung M23 eingenommen. Zuvor hatte sie eine Einwohnerzahl von rund 40.000.

## Wirtschaft
Die Stadt und ihre Umgebung ist für ihre Käseproduktion bekannt.

## Verkehr
Durch die Stadt führt eine in Nordwest-Südost-Richtung verlaufende Regionalstraße. Diese trifft gen Südosten außerhalb der Stadt Sake auf die Nationalstraße 2 und gen Nordwesten nach einem anschließenden Bogen nach Südwesten in Walikale im gleichnamigen Territorium Walikale auf die Nationalstraße 3.